# Guillaume Pitron

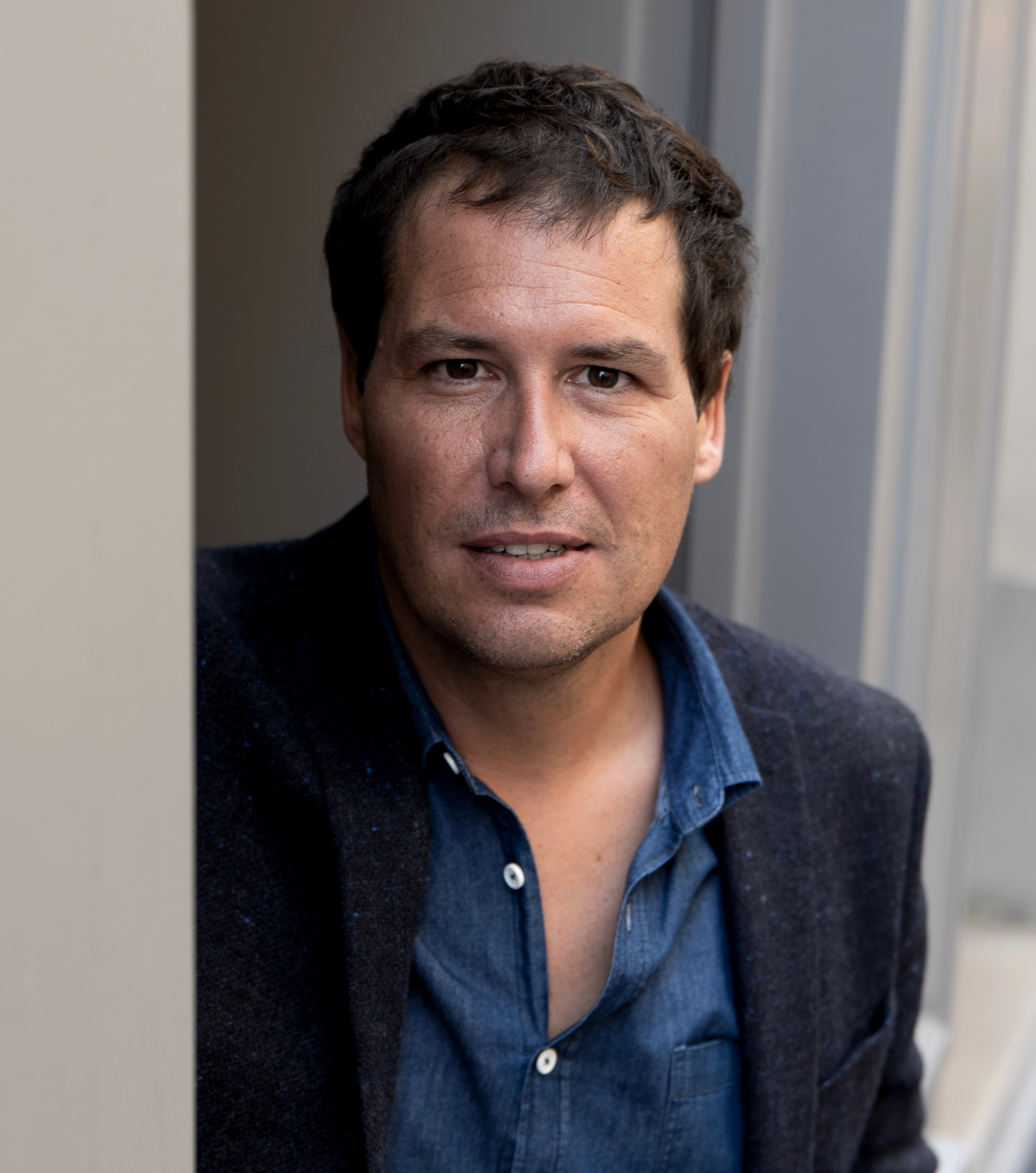
Guillaume Pitron (2021)

Guillaume Pitron (* 2. Oktober 1980 in Paris) ist ein französischer Journalist und Autor.
Pitron studierte Jurisprudenz in Paris und an der Georgetown University, bevor er Journalist wurde. Er spezialisierte sich auf die geopolitischen Implikationen des für die Digitalisierung und die Energiewende erforderlichen Rohstoffhandels, beispielsweise von Seltenen Erden, und realisierte die Dokumentarfilme Boomerang: le côté obscur de la barre chocolatée und La sale guerre des terres rares.
Er schreibt für Le Monde diplomatique, Geo und National Geographic.

## Bücher
- The rare metals war: The hidden face of the energy and digital transition. Scribe, London 2020, ISBN 978-1-912-85426-4.
- The dark cloud: The hidden costs of the digital world. Scribe, London 2023, ISBN 978-1-957-36301-1.